# Survivor: Австралия
Survivor: Австралия — второй сезон американского реалити-шоу Survivor. Съемки проходили с 23 октября по 3 декабря 2000 года в северной части австралийского штата Квинсленд, в трех часах езды от города Кэрнс. Премьера сезона состоялась по каналу CBS 28 января 2001 года. По данным агентства Nielsen, это был самый популярный сезон шоу. Победительницей стала преподавательница Тина Уэссон, победившая в финале автодизайнера из Техаса Колби Доналдсона с перевесом в один голос (4-3).

## Интересные факты
- Впервые в истории шоу участник покинул его не в результате голосования. Майк Скупин, бизнесмен из Мичигана, был эвакуирован медицинской бригадой после того, как он упал в костер и получил серьёзные ожоги рук. В результате Совет племени было решено не проводить.
- Колби Доналдсон нарушил австралийские законы отломав кусок коралла во время выигранного им в состязании путешествия к коралловым рифам и был оштрафован на 110 000 австралийских долларов. После окончания съемок продюсер игры Марк Бернетт принес официальные извинения австралийским властям.
- Впервые и единственный раз за всю историю Survivor участники провели в игре не 39 дней, а 42.
- Во время состязания, в котором участники встретились со своими близкими, Кит Фэми попросил свою девушку стать его женой, и она согласилась.

## Участники
| Участник                                       | Первоначальные племена | Объединенное племя | Выбыл                                     | Всего голосов |
| ---------------------------------------------- | ---------------------- | ------------------ | ----------------------------------------- | ------------- |
| Алиша Калавэй 32, Персональный тренер          | Куча                   | Баррамунди         | Выбыла восьмой 1-й член жюри День 24      | 5             |
| Дебб Итон 45, Тюремный надсмотрщик             | Куча                   |                    | Выбыла первой День 3                      | 7             |
| Джерри Мэнти 30, Актриса                       | Огакор                 | Баррамунди         | Выбыла девятой 2-й член жюри День 27      | 12            |
| Джефф Варнер 34, Телеведущий                   | Куча                   | Баррамунди         | Выбыл седьмым День 21                     | 7             |
| Кел Глисон 32, Военнослужащий                  | Огакор                 |                    | Выбыл вторым День 6                       | 7             |
| Кимми Каппенберг 27, Бармен                    | Куча                   |                    | Выбыла пятой День 15                      | 6             |
| Кит Фэйми 40, Шеф-повар                        | Огакор                 | Баррамунди         | Выбыл четырнадцатым 7-й член жюри День 41 | 8             |
| Колби Доналдсон 26, Автодизайнер               | Огакор                 | Баррамунди         | Финалист                                  | 5             |
| Майкл Скупин 38, Президент софтверной компании | Куча                   |                    | Выбыл шестым День 17                      | 0             |
| Маралин Херши 51, Бывшая офицер полиции        | Огакор                 |                    | Выбыла третьей День 9                     | 5             |
| Митчелл Олсон 23, Музыкант                     | Огакор                 |                    | Выбыл четвёртым День 12                   | 4             |
| Ник Браун 23, Юрист                            | Куча                   | Баррамунди         | Выбыл десятым 3-й член жюри День 30       | 4             |
| Роджер Бингэм 53, Учитель                      | Куча                   | Баррамунди         | Выбыл двенадцатым 5-й член жюри День 36   | 5             |
| Тина Уэссон 40, Учитель                        | Огакор                 | Баррамунди         | Победитель                                | 0             |
| Элизабет Филарски 23, Дизайнер обуви           | Куча                   | Баррамунди         | Выбыл тринадцатым 6-й член жюри День 39   | 5             |
| Эмбер Бркич 22, Студентка                      | Огакор                 | Баррамунди         | Выбыла одиннадцатой 4-й член жюри День 33 | 6             |

## История голосования
|            | Первоначальные племена | Первоначальные племена | Первоначальные племена | Первоначальные племена | Первоначальные племена | Первоначальные племена | Объединенное племя  | Объединенное племя | Объединенное племя | Объединенное племя | Объединенное племя | Объединенное племя | Объединенное племя   | Объединенное племя | Объединенное племя | Объединенное племя | Объединенное племя |
| ---------- | ---------------------- | ---------------------- | ---------------------- | ---------------------- | ---------------------- | ---------------------- | ------------------- | ------------------ | ------------------ | ------------------ | ------------------ | ------------------ | -------------------- | ------------------ | ------------------ | ------------------ | ------------------ |
| # эпизода: | 1                      | 2                      | 3                      | 4                      | 5                      | 6                      | 7                   | 8                  | 9                  | 10                 | 11                 | 12                 | 13                   | 14                 | Финал              | Финал              |                    |
| Выбыл:     | Дебб 7/8 голосов       | Кел 7/8 голосов        | Маралин 5/7 голосов    | Митчелл 3/6 голосов1   | Кимми 6/7 голосов      | Майкл 0 голосов2       | Джефф 5/10 голосов3 | Алиша 5/9 голосов  | Джерри 6/8 голосов | Ник 4/7 голосов    | Эмбер 4/6 голосов  | Роджер 3/5 голосов | Элизабет 3/4 голосов | Кит 1 голос        | Колби 3/7 голосов  | Тина 4/7 голосов   |                    |
|            |                        |                        |                        |                        |                        |                        |                     |                    |                    |                    |                    |                    |                      |                    |                    |                    |                    |
| Алиша      | Дебб                   |                        |                        |                        | Кимми                  |                        | Колби               | Джерри             |                    |                    |                    |                    |                      |                    |                    | Тина               |                    |
| Дебб       | Джефф                  |                        |                        |                        |                        |                        |                     |                    |                    |                    |                    |                    |                      |                    |                    |                    |                    |
| Джефф      | Дебб                   |                        |                        |                        | Кимми                  |                        | Колби               |                    |                    |                    |                    |                    |                      |                    |                    |                    |                    |
| Кимми      | Дебб                   |                        |                        |                        | Джефф                  |                        |                     |                    |                    |                    |                    |                    |                      |                    |                    |                    |                    |
| Майкл      | Дебб                   |                        |                        |                        | Кимми                  |                        |                     |                    |                    |                    |                    |                    |                      |                    |                    |                    |                    |
| Ник        | Дебб                   |                        |                        |                        | Кимми                  |                        | Колби               | Джерри             | Джерри             | Кит                |                    |                    |                      |                    | Колби              |                    |                    |
| Роджер     | Дебб                   |                        |                        |                        | Кимми                  |                        | Колби               | Джерри             | Джерри             | Эмбер              | Эмбер              | Кит                |                      |                    | Колби              |                    |                    |
| Элизабет   | Дебб                   |                        |                        |                        | Кимми                  |                        | Колби               | Джерри             | Джерри             | Эмбер              | Эмбер              | Кит                | Кит                  |                    |                    | Тина               |                    |
| Джерри     |                        | Кел                    | Маралин                | Кит                    |                        |                        | Джефф               | Алиша              | Элизабет           |                    |                    |                    |                      |                    |                    | Тина               |                    |
| Кел        |                        | Джерри                 |                        |                        |                        |                        |                     |                    |                    |                    |                    |                    |                      |                    |                    |                    |                    |
| Кит        |                        | Кел                    | Митчелл                | Митчелл                |                        |                        | Джефф               | Алиша              | Джерри             | Ник                | Эмбер              | Роджер             | Элизабет             |                    |                    | Тина               |                    |
| Колби      |                        | Кел                    | Маралин                | Митчелл                |                        |                        | Джефф               | Алиша              | Джерри             | Ник                | Роджер             | Роджер             | Элизабет             | Кит                | Финалист           | Финалист           |                    |
| Маралин    |                        | Кел                    | Джерри                 |                        |                        |                        |                     |                    |                    |                    |                    |                    |                      |                    |                    |                    |                    |
| Митчелл    |                        | Кел                    | Маралин                | Кит                    |                        |                        |                     |                    |                    |                    |                    |                    |                      |                    |                    |                    |                    |
| Тина       |                        | Кел                    | Маралин                | Митчелл                |                        |                        | Джефф               | Алиша              | Джерри             | Ник                | Эмбер              | Роджер             | Элизабет             |                    | Победитель         | Победитель         |                    |
| Эмбер      |                        | Кел                    | Маралин                | Кит                    |                        |                        | Джефф               | Алиша              | Элизабет           | Ник                | Роджер             |                    |                      |                    | Колби              |                    |                    |

^ 1 Кит и Митчелл получили по 3 голоса, но на прошлых Советах племени против Митчелла был подан один голос, а против Кита — ни одного, поэтому Митчелл был исключен.

^ 2 На 17 день игры Майкл упал в костер и был срочно эвакуирован, в связи с этим Совет племени не проводился.

^ 3 Колби и Джефф получили по 5 голосов, но против Джеффа было подано 2 голоса на прошлых Советах племени, а против Колби — ни одного, поэтому Джефф был исключен.